# Paraturbanella aggregotubulata
Paraturbanella aggregotubulata är en djurart som tillhör fylumet bukhårsdjur, och som beskrevs av Evans 1992. Paraturbanella aggregotubulata ingår i släktet Paraturbanella och familjen Turbanellidae. Inga underarter finns listade i Catalogue of Life.